# コサックギツネ
コサックギツネ（Vulpes corsac）とは、哺乳綱ネコ目（食肉目）イヌ科キツネ属に分類される食肉類。和名の「コサック」は、ロシア語で本種を指す「コルサック(Корсак)」に由来しており、コサックとは無関係で、ロシア語ではそのままコルサックと呼ばれる。

## 分布
アフガニスタン北部、イラン北部、ウズベキスタン、カザフスタン、キルギス、タジキスタン、中華人民共和国北部、トルクメニスタン、モンゴル、ロシア南部

## 形態
体長47.5 - 65センチメートル。尾長25 - 35センチメートル。体重2.25キログラム。全身は柔らかい体毛で厚く被われる。背面の毛衣は灰赤褐色、腹面の毛衣は白や黄色みをおびる。尾の先端は黒や暗褐色。あまり強い体臭はしない。
耳介は基部が幅広く、先端が尖る。四肢はやや長い。

## 分類
2005年現在は3亜種に分ける説もある。一方で種内の包括的な遺伝的解析は行われていない。
- Vulpes corsac corsac (Linnaeus, 1768)
- Vulpes corsac kalmykorum Ognev, 1935
- Vulpes corsac turkmenicus Ognev, 1935

## 生態
ステップや半砂漠に生息する。モンゴルでの観察例では2.2 - 9.7平方キロメートル（平均6.5平方キロメートル）の行動圏で生活する。属内では社会性が強く巣穴が近接した集合地を形成したり、1つの巣穴で複数匹が生活する。夜行性だが、昼間に活動することもある。跳躍力が強く、樹上に登ることもある。巣穴は自分で掘るだけでなく、アカギツネやアナグマ、マーモットなどの古巣を利用することもある。モンゴルでは巣穴の64%がシベリアマーモットの古巣を利用していたとされる。
食性は雑食で、哺乳類（齧歯類、ウサギ科、ナキウサギ科、ハリネズミ科）、鳥類やその卵、昆虫、植物質などを食べる。獲物のネズミの生息数と本種の生息数は比例し、ネズミが多い年には貯食を行うこともある。
繁殖形態は胎生。1 - 3月に交尾を行う。妊娠期間は50 - 60日。1回に2 - 6匹の幼獣を産むが、1回に11匹の幼獣を産んだ例もある。

## 人間との関係
毛皮が利用されることもあり、生息地の大部分で狩猟の対象となっている。
毛皮用の乱獲、道路建設や宅地開発、採掘、放牧などによる生息地の破壊などによる生息数の減少が懸念されている。一部の地域では古巣を提供するマーモットの減少に伴い、生息数が減少している。